# A Dark Lantern
A Dark Lantern er en amerikansk stumfilm fra 1920 af John S. Robertson.

## Medvirkende
- Alice Brady som Katherine Dereham
- James Crane som Vincent
- Reginald Denny som Anton
- Brandon Hurst som Dereham
- Marie Burke som Peterborough
- David Monterno som Wilhelm
- Carolyn Irwin som Hally
- Mrs. Tony West som Todine
- Roni Pursell som Margaretha
- Russell McDermott som Leonard
- Virginia Huppert
- Dorothy Betts som Natalie